# Menigrates spinirami
Menigrates spinirami is een vlokreeftensoort uit de familie van de Uristidae. De wetenschappelijke naam van de soort is voor het eerst geldig gepubliceerd in 1936 door Gurjanova.